# Tobias Figueroa
Tobias Nahuel Figueroa (La Granja, 2 febbraio 1992) è un calciatore argentino, attaccante del Dep. Antofagasta.